# Dunmor (Kentucky)
Dunmor es un lugar designado por el censo ubicado en el condado de Logan en el estado estadounidense de Kentucky. En el Censo de 2010 tenía una población de 317 habitantes y una densidad poblacional de 46,89 personas por km².

## Geografía
Dunmor se encuentra ubicado en las coordenadas 37°4′31″N 86°59′43″O / 37.07528, -86.99528. Según la Oficina del Censo de los Estados Unidos, Dunmor tiene una superficie total de 6.76 km², de la cual 6.72 km² corresponden a tierra firme y (0.54%) 0.04 km² es agua.

## Demografía
Según el censo de 2010, había 317 personas residiendo en Dunmor. La densidad de población era de 46,89 hab./km². De los 317 habitantes, Dunmor estaba compuesto por el 100% blancos, el 0% eran afroamericanos, el 0% eran amerindios, el 0% eran asiáticos, el 0% eran isleños del Pacífico, el 0% eran de otras razas y el 0% pertenecían a dos o más razas. Del total de la población el 0% eran hispanos o latinos de cualquier raza.